# Expreso Bolivariano

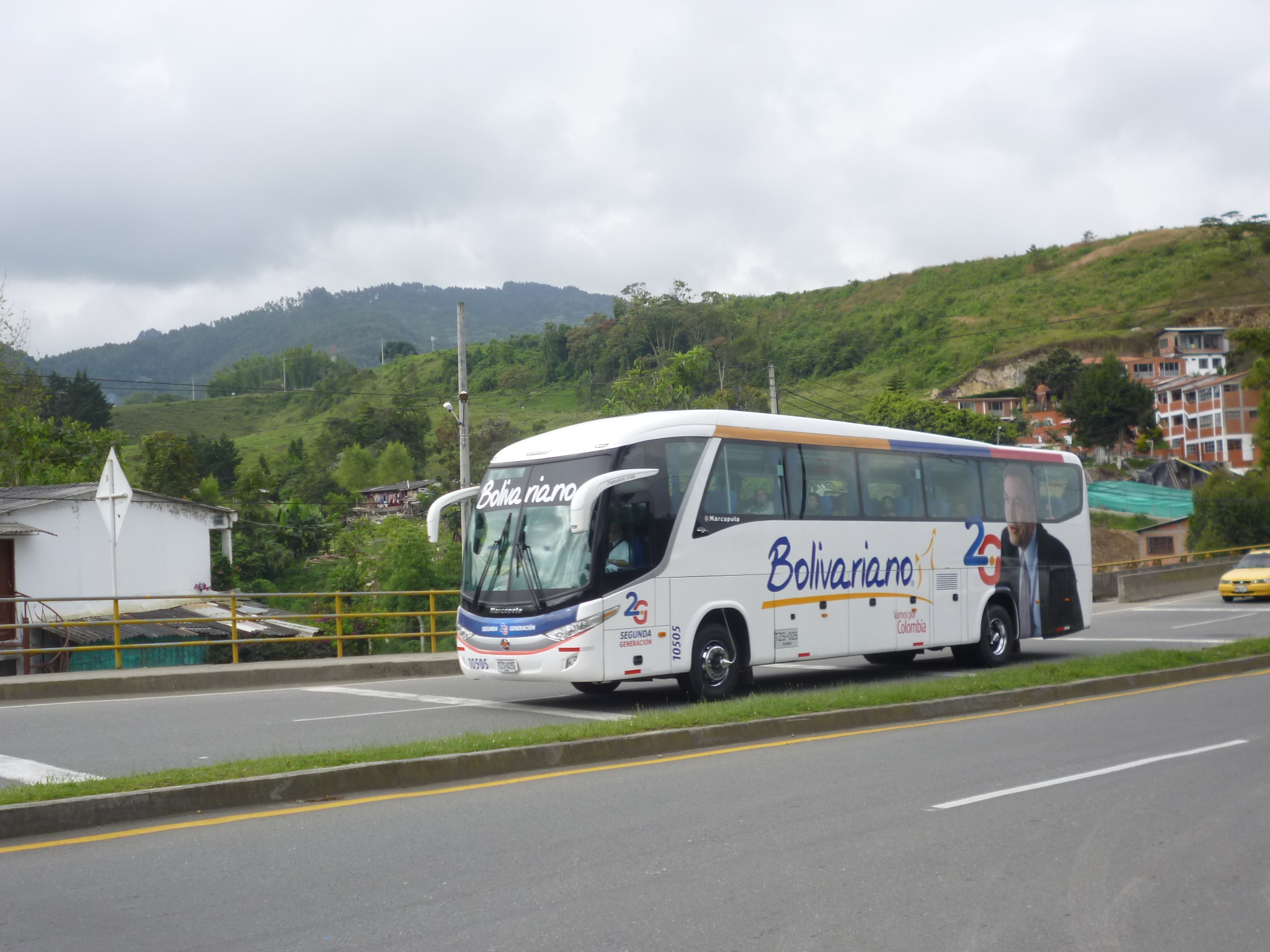
Segunda Generación de buses en Carretera

Expreso Bolivariano es una empresa colombiana de transporte terrestre con sede en Bogotá y agencias a nivel nacional, fundada en 1956. El objeto social es la Prestación del Servicio de Transporte Intermunicipal regular y ocasional de Pasajeros por carretera, envíos y remesas.
En 2023 fue la empresa más grande del sector en Colombia, en termino de ventas de tiquetes.

## Historia
- 1956: El 11 de febrero en la Ciudad de Fusagasugá, nace Expreso Bolivariano, iniciando actividades con treinta y seis buses de servicio corriente cubriendo las rutas desde Bogotá a las poblaciones de Girardot, Fusagasugá, Arbeláez, San Bernardo, Pandi y Cabrera en el departamento de Cundinamarca, Icononzo, Melgar, El Espinal e Ibagué en el departamento del Tolima.
- 1957: Se extiende el servicio a las ciudades de Armenia y Pereira.
- 1959: Manizales, La Dorada y Puerto Salgar se constituyen como nuevos destinos.
- 1966: Se inaugura el servicio directo Pullman a Girardot, e Ibagué y se inician a Popayán, Pasto, Tumaco, Puerto Asís, Ipiales y Cali.
- 1978: Expreso Bolivariano incursiona en los Llanos Orientales con las líneas a Villavicencio, Puerto Lleras, Cubarral, Granada y Puerto López. para esto se fusiona con la empresa rápido las Acacias que operaba en esta región.
- 1982: Se inicia el servicio a la ciudad de Medellín.
- 1993: Primera empresa del sector en importar buses marca Scania (Brasil)
- 1998: Se aprueba la ruta Ipiales - Cúcuta en la frontera con Ecuador y Venezuela respectivamente.
- 2007: Se lanza con éxito la compra de tiquetes por Internet, siendo la primera empresa del país en habilitar por este medio la compra de tiquetes en línea usando tarjetas de crédito y débito.
- 2010: Se incluyó el servicio de la flota 2G.
- 2014: Empieza a rodar la flota, "DuoBus" en las rutas Medellín-Bogotá.
- 2024: recibió 17 buses Euro VI de dos pisos, por un valor de 25.000 millones de pesos.[5]

## Eslóganes
- 1956-1981: Su bus preferido.
- 1981-1986: Con todo por Colombia.
- 1987-2002: Lleva tu felicidad.
- 2003-presente: Vamos por Colombia.